# Slush (ijsdrank)

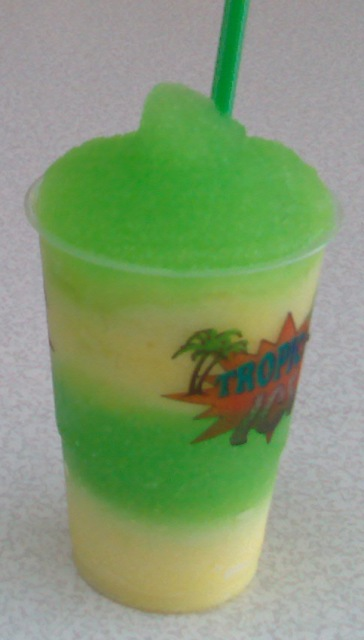
Een slush citroen-appel

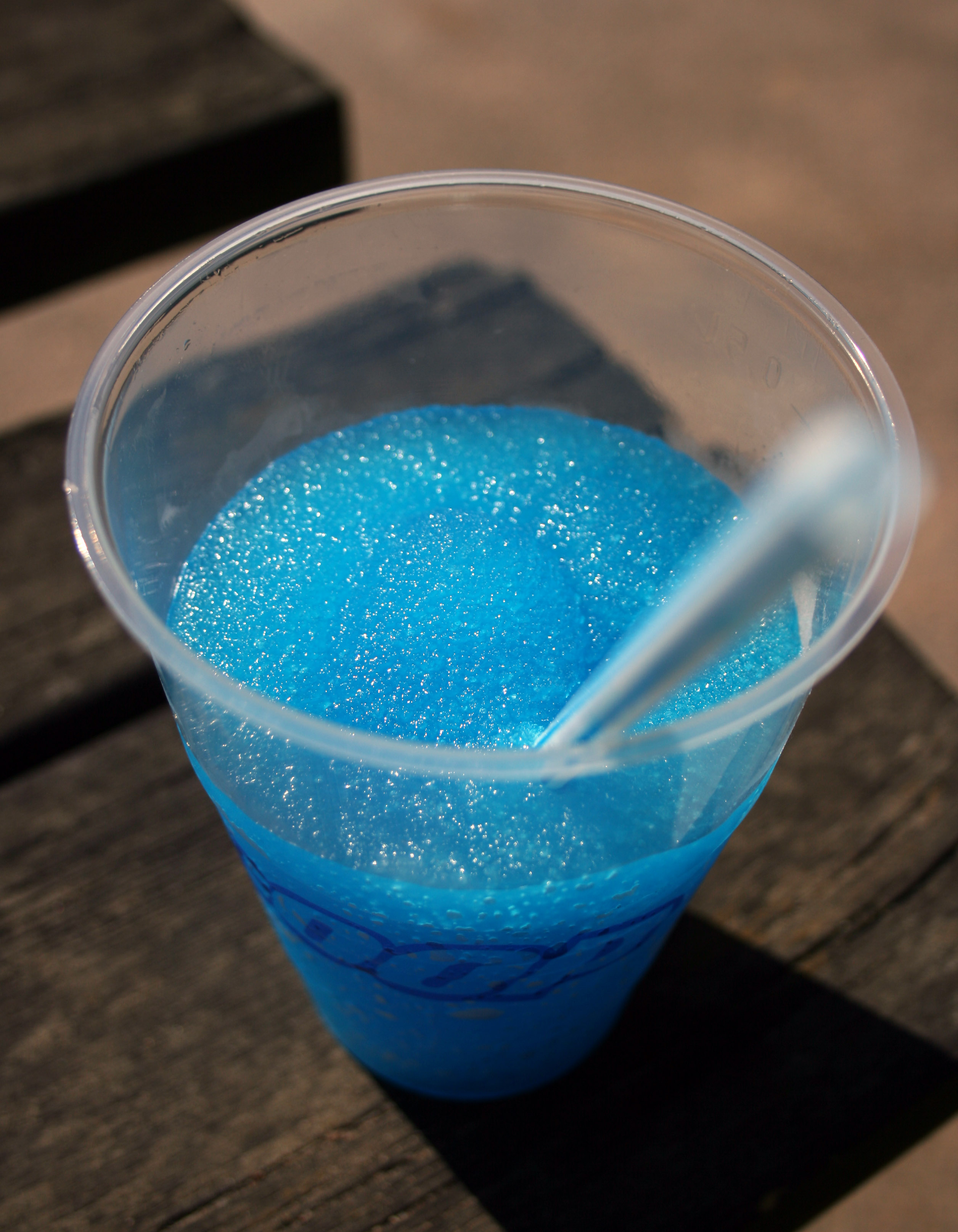
Blauwe slush

Slush is een ijsdrank die bestaat uit een bevroren mengsel van water en siroop met verschillende smaken.
Door de suiker in de siroop en het constant omroeren, blijven de ijsdeeltjes zeer klein, zodat de drank met een rietje kan worden geconsumeerd.
De drank is ook bekend als Slush Puppie, wat overigens een geregistreerde merknaam is.
De naam komt van het Engelse term slush, waarmee een mengsel van sneeuw en vloeibaar water wordt aangeduid, dat ontstaat nadat ijs of sneeuw begint te smelten. Op het wegdek vermengt dit vaak alles wat daarop is achtergebleven, waardoor een bruin, modderachtig geheel ontstaat.

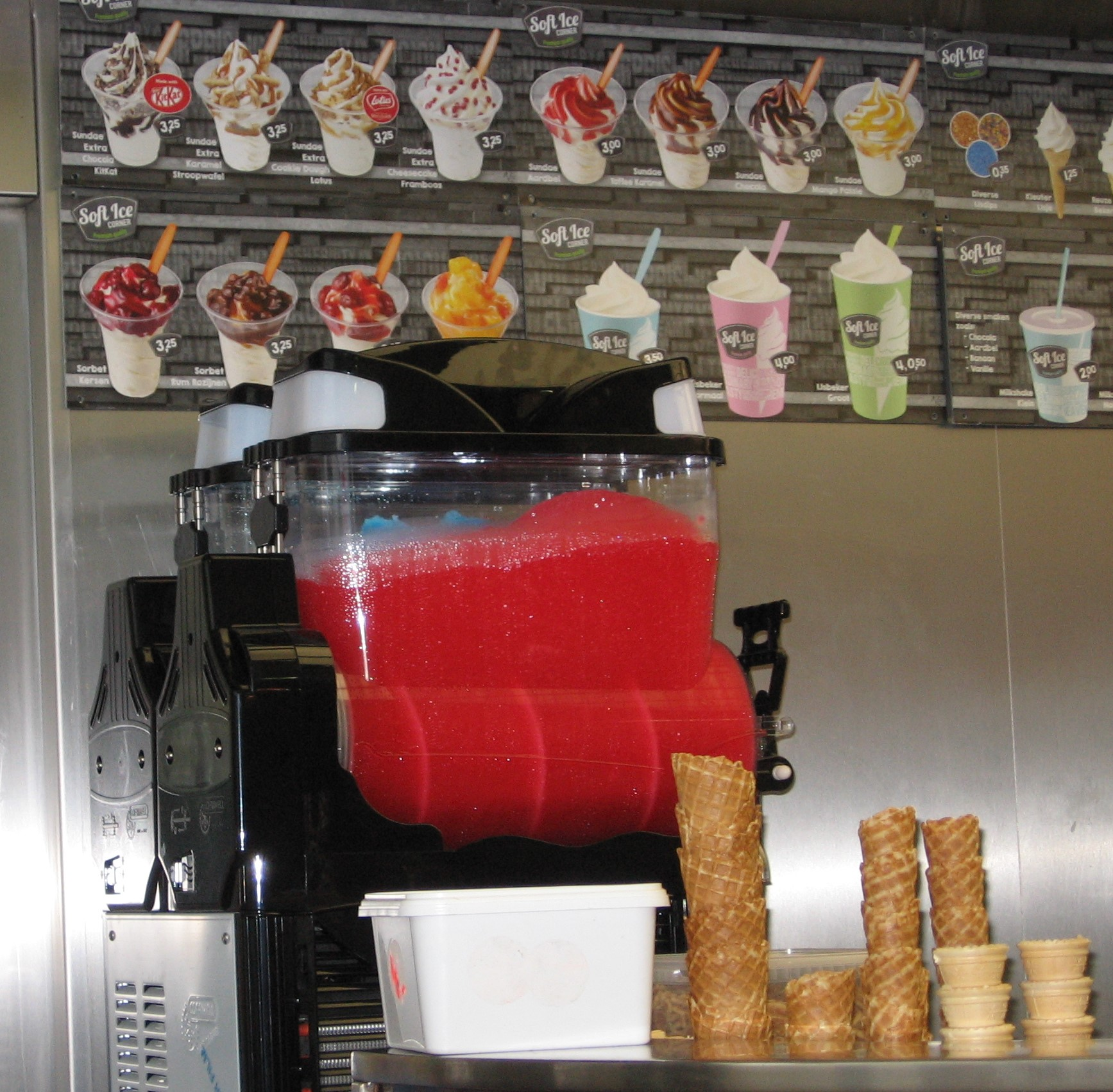
Machine om de ijsdrank slush puppy te maken